# Niels De Schutter
Niels De Schutter (8 augustus 1988) is een Belgische voetballer die doorgaans als centrale verdediger wordt uitgespeeld. Hij speelt sinds medio 2018 voor KMSK Deinze.

## Clubcarrière
De Schutter doorliep de jeugdreeksen van KSC Lokeren Oost-Vlaanderen. In juli 2007 trok hij naar Eendracht Aalst. Na vijf seizoenen verkaste hij naar KV Oostende, waar hij meteen een basisplaats afdwong.
In het seizoen 2012/13 bereikte hij met Oostende de kwartfinale van de Beker van België, en na een zege in de competitie tegen KAS Eupen, op 7 april 2013, mocht De Schutter de promotie vieren naar de Eerste Klasse. Bij de kustploeg was hij twee jaar lang een vaste waarde in de Jupiler Pro League, maar in zijn derde seizoen kwam hij veel minder aan spelen toe dan voorheen. In de zomer van 2016 trok hij naar Waasland-Beveren. Op de Freethiel kwam hij in zijn eerste seizoen nog aan 17 competitiewedstrijden, maar in zijn tweede seizoen kwam De Schutter amper nog aan spelen toe. In 2018 zakte hij dan ook af naar KMSK Deinze in Eerste klasse amateurs.

## Statistieken
| Seizoen | Club             | Land            | Competitie             | Duels | Doelp. |
| ------- | ---------------- | --------------- | ---------------------- | ----- | ------ |
| 2012/13 | KV Oostende      | Vlag van België | Belgacom League        | 30    | 2      |
| 2013/14 | KV Oostende      | Vlag van België | Jupiler Pro League     | 30    | 1      |
| 2014/15 | KV Oostende      | Vlag van België | Jupiler Pro League     | 28    | 2      |
| 2015/16 | KV Oostende      | Vlag van België | Jupiler Pro League     | 5     | 0      |
| 2016/17 | Waasland-Beveren | Vlag van België | Jupiler Pro League     | 17    | 0      |
| 2017/18 | Waasland-Beveren | Vlag van België | Jupiler Pro League     | 6     | 0      |
| 2018/19 | KMSK Deinze      | Vlag van België | Eerste klasse amateurs | 14    | 0      |
| Totaal  | Totaal           | Totaal          | Totaal                 | 130   | 5      |

Bijgewerkt op 6 december 2018